# Esko Männikkö

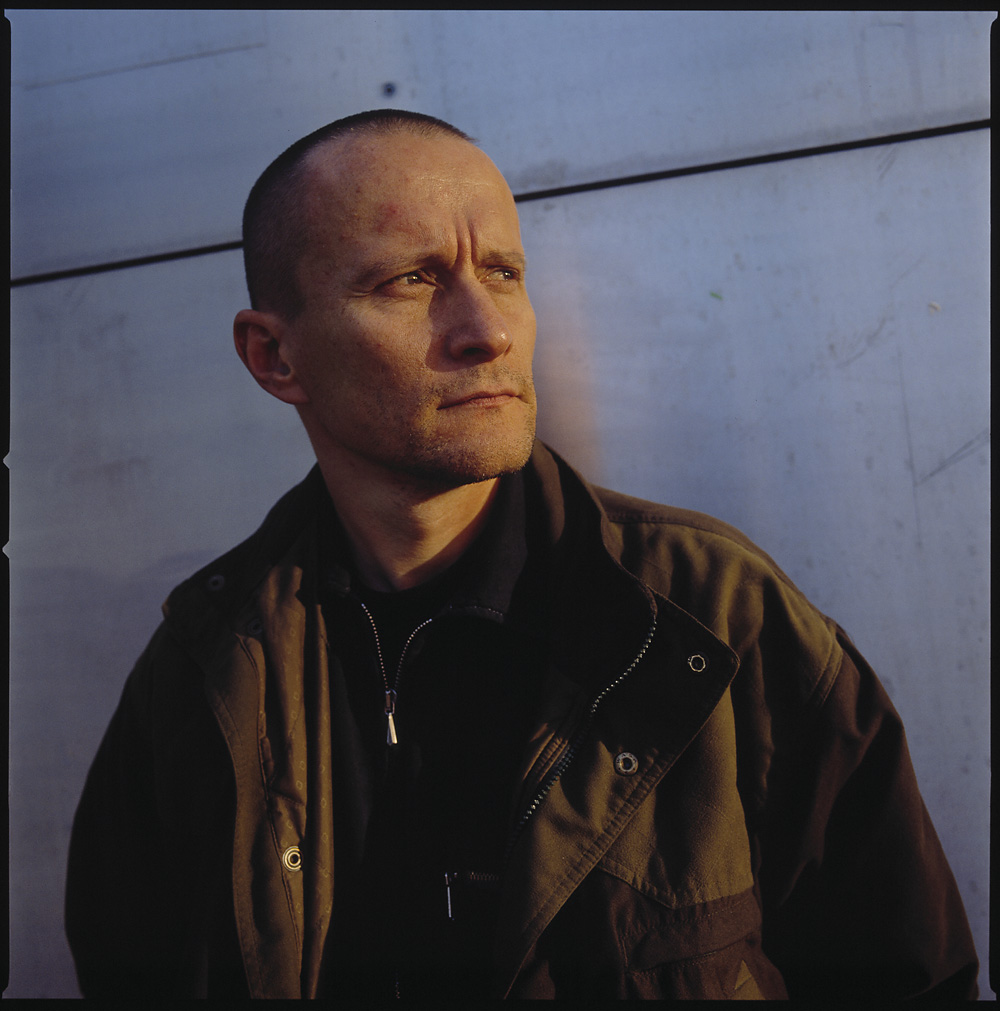
Esko Männikkö

Esko Männikkö (* 1959 Pudasjärvi) ist ein finnischer Fotograf.

## Leben und Werk
Männikkö wurde in Nordfinnland geboren und lebt und arbeitet in Oulu. Männikkö ist als Fotograf Autodidakt. Zwischen den Wäldern Lapplands und dem ländlichen Österbotten liegen die Orte, an denen Männikkös Farbfotografien entstehen. Die Namen der Städte Kuhmo, Sodankylä, Kuivaniemi nutzte er als Titel für seine Werke.
Mit der Fotoserie Far North wurde er Mitte der 1990er international bekannt. Esko Männikkös Arbeit umfasst nicht nur Porträtaufnahmen, sondern auch Stillleben, Tier- und Landschaftsaufnahmen.
Im Unterschied zu vielen anderen Fotografen, die ihre Farbfotografien in Laboren entwickeln lassen, entwickelt Männikkö seine Fotos mit außergewöhnlicher Professionalität selbst. Zudem wählt er für jedes seiner Fotos einen gebrauchten oder antiken Rahmen aus, der zum Bestandteil des Bildes wird.
Männikkö veröffentlichte im Jahr 2000 das Buch Naarashauki: The Female Pike (2000).

## Ausstellungen (Auswahl)

### Einzelausstellungen
- 1996: Portikus in Frankfurt am Main
- 1996: Städtische Galerie im Lenbachhaus, München
- 1997: Kunsthalle Malmö, Malmö

### Gruppenausstellungen
- 1995: Biennale di Venezia, Venedig
- 1997: Johannesburg Biennale
- 1998: Nuit Blanche Musée d’art moderne de la Ville de Paris
- 1998: Biennale von São Paulo, São Paulo
- 2000: Gwangju Biennale, Gwangju
- 2000: Organising Freedom, Moderna Museet, Stockholm
- 2001: Ars 01, Kiasma, Helsinki

## Auszeichnungen
- 1995: The Young Artist of the Year, Tampere Art Museum, Finland
- 1998: Nuoren Taiteen Suomi-palkinto, Finland
- 1999: MTV3 Kulttuuripalkinto, Finland
- 2005: Ordonez-Falcon International Photography Award
- 2008: Deutsche Börse Photography Foundation, Photographers’ Gallery, London[5]